# World Duty Free
World Duty Free S.p.A., è una holding italiana costituita il 27 marzo 2013 con sede a Novara che controlla World Duty Free Group, che comprende anche Autogrill. È parte del gruppo Avolta (precedentemente Dufry).
Il gruppo è attivo nelle vendite al dettaglio, impiegando circa 8.500 persone nelle aree commerciali aeroportuali (Travel Retail & Duty-Free).
È stata quotata alla Borsa di Milano dal 1º ottobre 2013 fino al 13 novembre 2015, quando le azioni sono state revocate dalla quotazione in seguito al successo dell'OPA lanciata a 10,25 euro per azione dalla società svizzera Dufry AG (successivamente Avolta), che aveva già acquistato il 50,1% detenuto dal gruppo Edizione (famiglia Benetton), detiene l'intero capitale sociale.

## Storia

### Da Autogrill a World Duty Free

#### Gli inizi nel settore travel retail & duty free
Il gruppo è il risultato della progressiva acquisizione e incorporazione di società attive nel settore travel retail iniziata nel 2007 quando Autogrill con l'allora controllata World Duty Free Group (all'epoca denominata Autogrill España) si sviluppò nelle vendite al dettaglio ed esentasse (duty-free shop) acquisendo nel Regno Unito Alpha Group, uno dei principali operatori di ristorazione e vendite al minuto aeroportuali a terra e a bordo, fondata nel 1955.
Nel 2008 Autogrill dopo aver comprato nel 2005 in joint venture con Altadis, azienda del settore tabacco, il 50% di Aldeasa, ne completò l'acquisizione. Aldeasa fondata nel 1976 era attiva in Spagna ed era il quarto operatore mondiale nel settore vendite esentasse aeroportuale (presente in vari aeroporti in America Latina, Nord Africa e in Medio Oriente).
Nel 2008 Autogrill acquisì World Duty Free Europe Limited, fondata nel 1997 da BAA nel Regno Unito.
Nel 2011 le attività della spagnola Aldeasa e delle britanniche World Duty Free Europe e Alpha Retail vennero integrate.

#### Scissione da Autogrill
La nascita della società indipendente avviene nel 2013, mediante scissione da Autogrill, che mantenne solamente l'attività del food & beverage. Attraverso una scissione parziale e proporzionale, viene completata l'assegnazione da parte di Autogrill a World Duty Free della partecipazione totalitaria detenuta nella società di diritto spagnolo World Duty Free Group, attiva nel travel retail & duty free, con l'attribuzione agli azionisti di un'azione World Duty Free, quotata dal 1º ottobre 2013, per ciascuna azione Autogrill posseduta.
Nel marzo 2015 il 50,1% di World Duty Free controllato da Edizione (famiglia Benetton) è ceduto per 1,3 miliardi di euro al gruppo svizzero Dufry.A seguito di un OPA, conclusasi nel novembre 2015, Dufry acquisisce il 100% delle azioni del gruppo, e la società viene delistata dalla Borsa di Milano.

#### Avolta e incorporazione di Autogrill
Nel 2023 Dufry acquisisce l'italiana Autogrill, e il gruppo cambia nome in Avolta, di cui la holding Edizione dei Benetton diventa l'azionista di riferimento.
Nella seguente riorganizzazione societaria, in data 1 novembre 2023 la società World Duty Free S.p.A. ha incorporato per fusione Autogrill SpA.

## World Duty Free Group

### Attività
World Duty Free Group S.A.U., la controllata con sede legale a Madrid, che concentra tutte le attività di commercio aeroportuale duty e tax free del gruppo, opera in 21 paesi di tutti e 5 i continenti con più di 130 sedi in cui gestisce 561 punti vendita.
Attraverso, principalmente, i suoi negozi tax & duty free e specialist concept stores, la società vende una varietà di prodotti che coprono l'intero spettro dello shopping in aeroporto.
Nel 2013 World Duty Free Group si è rafforzato nei paesi core (UK e Spagna) ed in Germania, Stati Uniti, Arabia Saudita, Brasile e Giamaica ed ottenuto l'aggiudicazione di importanti contratti anche in nuovi Paesi, come la Finlandia, dove gestisce 11 negozi all'aeroporto Vantaa di Helsinki.
Sviluppa circa il 50% del fatturato nel Regno Unito, principalmente negli aeroporti di Manchester e Londra-Stansted.
A partire da gennaio 2013, WDFG gestisce su base esclusiva ed in regime duty-free anche i punti vendita dell'aeroporto internazionale di Düsseldorf, terzo aeroporto tedesco per traffico passeggeri.
A settembre 2013 sono state acquisite le attività di retail aeroportuale rilevando il Ramo US Retail dalla HMS e dalla sua controllata Host International, società appartenenti all'allora gruppo Autogrill, per 120 milioni di $, ottenendo 248 punti vendita in 29 aeroporti statunitensi.
Nel mese di novembre 2013 all'aeroporto spagnolo di Barcellona–El Prat sono stati inaugurati i nuovi negozi Barcelona Duty Free articolati in 12 punti vendita.